# Arisztotélisz Onászisz
Arisztotélisz "Ari" Szókratész Homérosz Onászisz (görögül: Αριστοτέλης Ωνάσης, magyarul: Onasszisz)
(Oszmán Birodalom, görögül Σμύρνη (Szmirni), ma İzmir, Törökország) 1906. január 15. – Neuilly-sur-Seine, 1975. március 15.) görög–argentin vállalkozó. 30 flottája az 1950-es években több mint 900 hajóból, többnyire olajszállítókból állt. Övé volt a Skorpió-sziget a Jón-tengeren.

## Származása

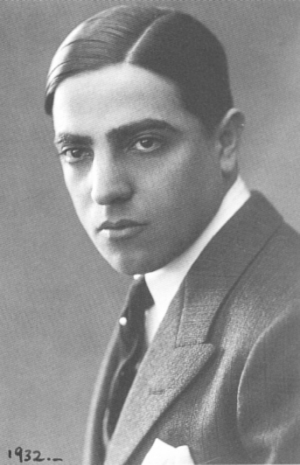
1932-ben

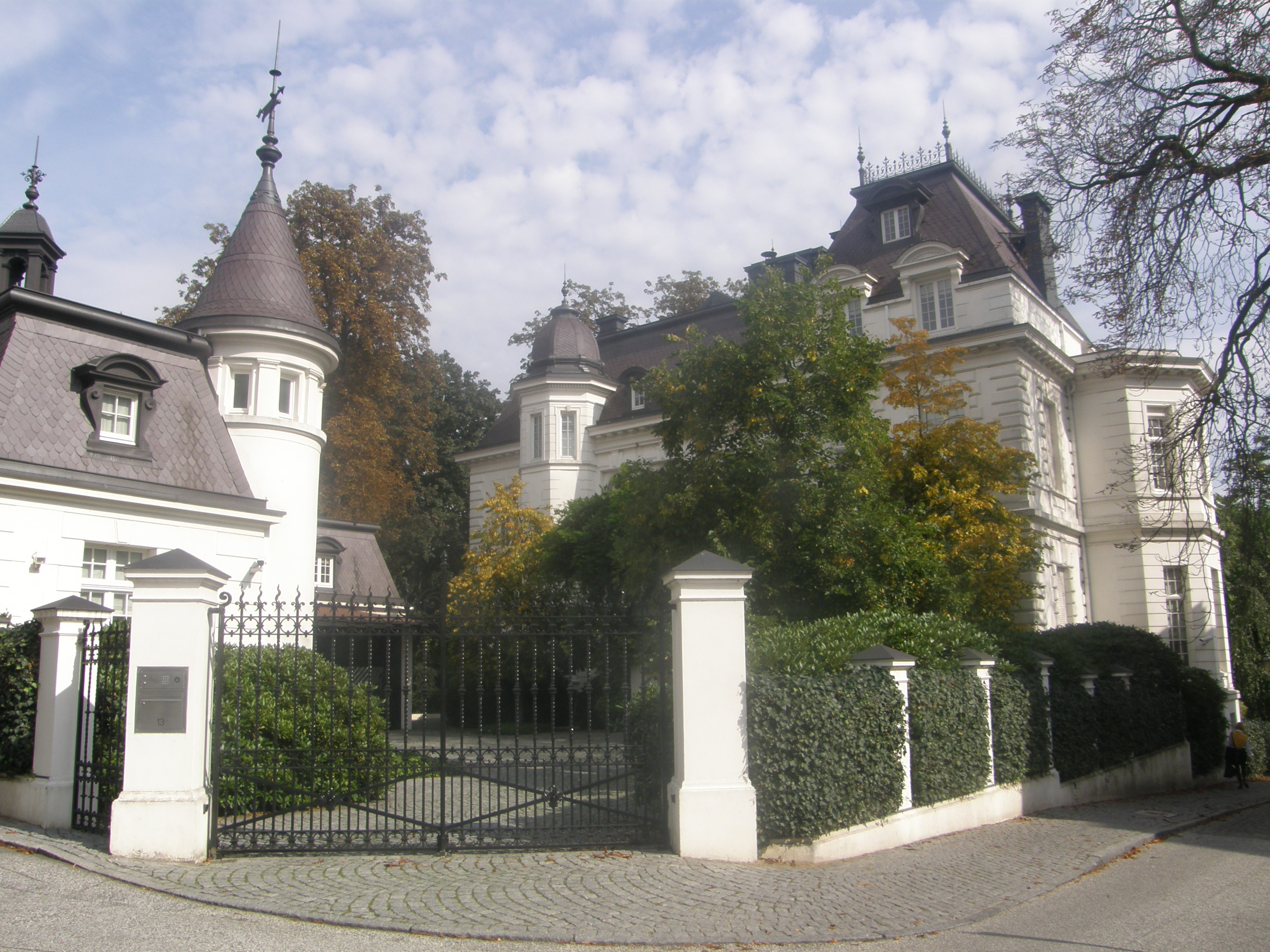
A Villa Beit, az Olympic Maritime AG központja a hamburgi Harvestehuder Wegen

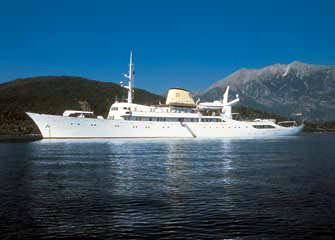
Onasszisz jachtja, a Christina O

Az izmiri Szókratész Onasszisz görög dohányboltos fiaként született, és volt egy nővére, Artemisz. Amikor Onasszisz hatéves volt, édesanyja meghalt. Mivel apja hamarosan újraházasodott, és kevés figyelmet fordított fiára, Onassziszt elsősorban vallásos nagyanyja nevelte, aki az ún. Evangélikus Iskolába, egy görög ortodox intézménybe dugta, amely az evangélium tanítására szakosodott.
Az 1919–1923-as görög–török háború során Onasszisz – mint minden Szmirnában élő keresztény – úgy döntött, elhagyja az addig félig görögök lakta várost. Nansen-útlevéllel felszerelve tizenhat évesen Argentínába emigrált.

## Élete

### Kezdetek
1922. október 16-án megérkezett Buenos Airesbe, és állítólag 60 dollárral megkezdte gyakran emlegetett „semmiből való felemelkedését”. Mivel akkor még kiskorú volt, a születési dátumát és helyét „1900. szeptember 21., Szaloniki”-re módosította. Ez idő alatt futárként, telefonkezelőként és hotelboyként kereste kenyerét. Eladott úgynevezett török dohányt is, amelyet elsőként ő árult Argentínában. Addig ezeket az árukat kizárólag Kubából és az Egyesült Államokból szerezték be. Míg keleti dohányból készült cigarettáit alig fogadta el a piac, a keleti dohányok és az amerikai dohányok keverékei annál nagyobb sikert arattak. Onasszisz keleti dohányait is eladta olyan gyáraknak, amelyek saját cigarettájukhoz használták őket. Az alacsony haszonkulcs ellenére két év után 2 100 000 amerikai dollár nyereségre tett szert. Vett egy cigarettagyárat, és piacra dobta az Omega márkájú cigarettát.
Noha Onasszisznak mint hontalannak Argentínában nem kellett adót fizetnie, argentin állampolgárságot kért és kapott; nem sokkal ezután egy új törvény folytán megkapta a görögöt is. Később Görögország főkonzulja lett Buenos Airesben. Megtudta, hogy az argentinok a szarvasmarhabőrt eltemetik, mert nem volt rá piacuk, és a húsé volt az elsőbbség. Ettől kezdve nyersbőrt, bőrt, később gabonát és állati takarmányt is exportált Európába. Cégének több mint 200 ügynöksége volt, amelyek exportra vásároltak fel árukat. A hatalmas szállítási mennyiségek arra késztették, hogy belevágjon a hajózásba is.

### Belépés a szállítmányozási üzletbe
Amikor a kanadai hajótulajdonosok egy csoportja csődbe ment a nagy gazdasági világválság következtében, Onasszisz 1932-ben a piaci érték töredékéért készpénzben megvásárolhatta tőlük hat legnagyobb hajójukat. Alacsony szállítási igénye miatt csak két hajót tudott saját szállítmányaival használni, a maradék négy Montréalban maradt. Magas kikötési díjat fogadott el, amely hamarosan meghaladta a vételárat. Az olajszállítási üzletágban jövedelmező árrések voltak, mivel világszerte egyre többen tértek át a szénről az olajtüzelésre, és nőtt a motorizáció is. 1935-től tartályhajókat üzemeltetett, 1938-tól hajógyárakat bízott meg új tartályhajók építésével. A második világháború kezdetére flottája már 46 teherszállító és tartályhajóra nőtt. A szövetségesek hajószükséglete miatt a fuvardíjak az egekbe szöktek a háború végéig. Vagyona 1945-ben 100 millió dollárra rúgott.

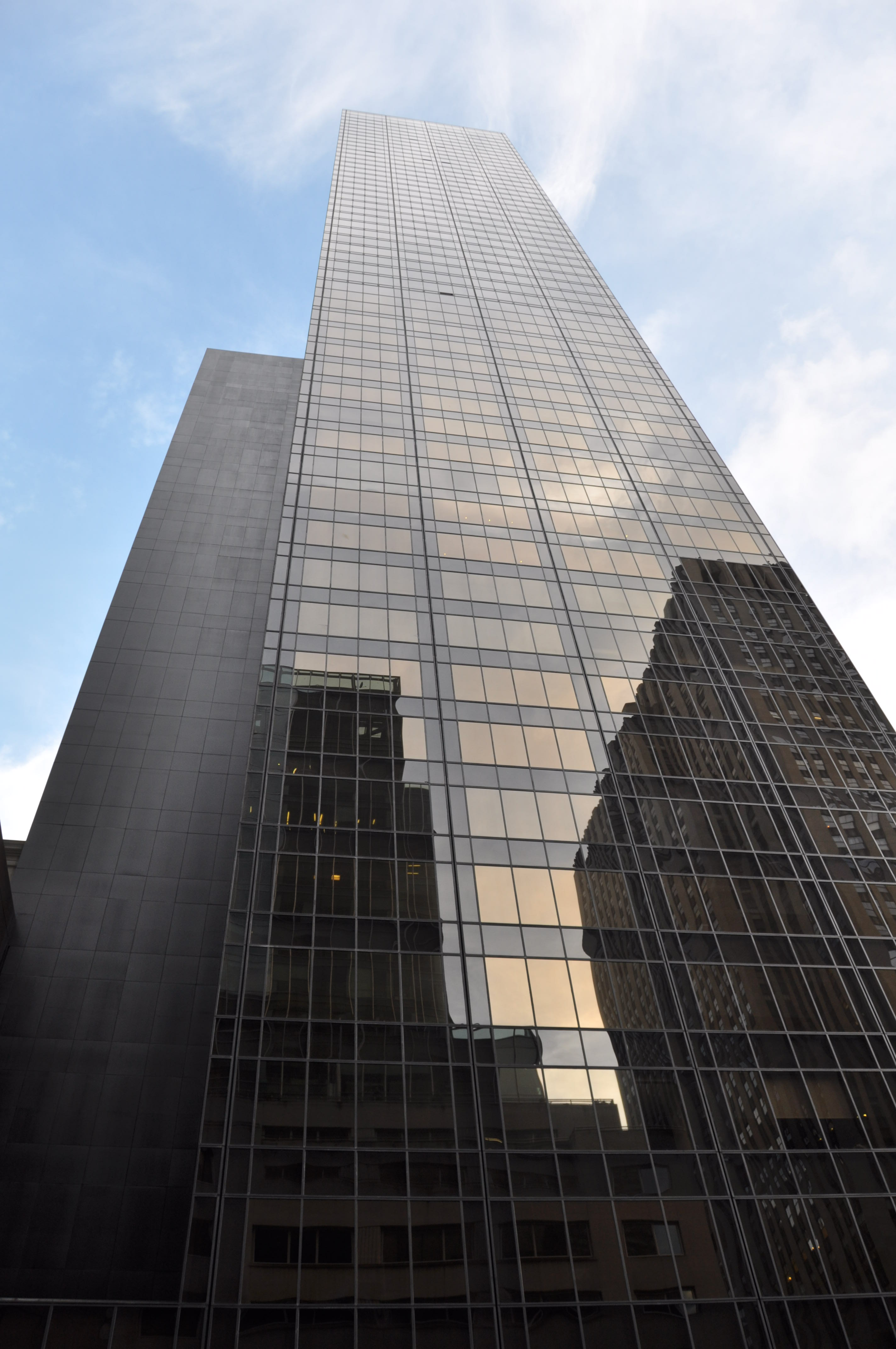
A New York-i Olimpiai Torony jelenleg az alapítvány tulajdonában van

1945 után, amikor a németországi hajógyárak megrendelés nélkül maradtak, és a szövetségesek betiltották neki az óceáni hajózást, Onasszisz tárgyalni kezdett a német hajógyárakkal. Végül hamburgi német cégén, az Olympic Maritime AG-n keresztül 300 millió márka értékű szerződést kötött hajók építésére. Összesen 18 egységet rendelt három hajógyártól (Howaldtswerke Kielben, AG Weser Brémában és Howaldtswerke Hamburg). Pénzügyi támogatást nyújtott a résztvevő cégeknek. Nyolcmillió márka kölcsönt nyújtott a hattingeni Ruhrstahl AG-nak, amely acéllemezeket hengerelt.  Az anticiklikus hajógyártás azonnali előnyöket hozott neki a vételár tekintetében, majd később a rendelkezésre álló kapacitások miatt. Onasszisz 600 német tengerészt vett fel a hajóira, akik korábban Németország megsemmisült vagy elkobzott flottája miatt munka nélkül maradtak. A Tina Onassis hamburgi indulása nagy fesztivállá fajult.
1948 és 1956 között felépítette a világ legnagyobb privát bálnavadász flottáját, majd teljes egészében eladta egy japán konzorciumnak.
1954 tavaszán Onasszisz rendkívül jövedelmező szerződést írt alá Saud királlyal Dzsiddában. Ígéretet tett arra, hogy kielégíti Szaúd-Arábia egyre növekvő igényét a szuper tankerek iránt. Cserébe megkapta a szállítási kiváltságot, és részt vett a kőolaj értékesítésében.
1956-ban felvásárolta Görögország kis nemzeti légitársaságát. A céget TAE-ről Olympic Airwaysre nevezte át, és jelentősen kibővítette. Abban az időben ez volt az egyetlen magántulajdonban lévő monopol légitársaság a világon.

### Eljegyzés Monacóban
Onasszisz szállodákba, villákba és apartmanházakba fektetett be az 1950-es évekig gyengélkedő Monacói Hercegségben, azzal a céllal, hogy vonzóvá tegye a helyszínt a repülőgépek számára. Az Onasszisz-cég 1953 óta tulajdonosa – a monacói királyi család bánatára – a Société des bains de mer (SBM) részvényei többségének. Ez azt jelentette, hogy tulajdonában volt a kaszinó és szinte az összes luxusszálloda. Rainier monacói herceg azonnal megemelte a társaság tőkéjét és ezzel saját részvényét. 1966-ban az évek óta tartó viták Onasszisz és Rainier között eszkalálódtak. Az év szeptemberében Onasszisz vállalta a következményeket, és eladta monacói részvényeit, ezáltal szerzett egy betéti bankot Genfben. Állítólag legalább 35 millió DM összegről van szó. Később azt mondta, hogy biztosan alábecsülte Rainiert. Tankerflottája (több mint 70 hajó) a Springfield Shipping of Panama néven működött, és központja Monte-Carlóban volt. Amikor ezt a céget Athénba költöztette, a fejedelemség hatalmas adóbevételektől esett el.
Az 1967-es görögországi katonai puccs ellenére jó kapcsolatokat tartott fenn a görög kormánnyal. Valójában jelentős összegeket szeretett volna befektetni Görögországba, de nem tudott megegyezni a juntával. Nehézségei voltak a következő, Konstantinosz Karamanlisz vezette kormánnyal is. Ezeket csak akkor sikerült megoldania, amikor a kormány beleegyezett, hogy az Olympic Airways 1975. január 1-jétől visszamenőlegesen működhessen.

## Magánélete
1946. december 28-àn New Yorkban feleségül vette a 17 éves Athina („Tina”) Livanoszt (1929–1974), Sztavrosz Livanosz görög hajótulajdonos lányát. Két gyermekük született, Alexander Onassis (1948–1973) és Christina Onassis (1950–1988). Amikor Maria Callas operaénekesnővel folytatott viszonya ismertté vált, felesége 1960-ban elvált tőle. 1973 januárjában fia, Alexander lezuhant egy repülőgéppel, egy évvel később pedig első felesége altatótúladagolásban halt meg.
1968. október 20-án Onasszisz feleségül vette Jackie Kennedyt, a meggyilkolt amerikai elnök, John F. Kennedy özvegyét. Onasszisz akkor találkozott vele, amikor a Christina jachtján vendégeskedett testvérével, Lee Radziwill-lel. A nő és Onasszisz ritkán látták egymást házasságuk során. A férfit többször is láthatták a nyilvánosság előtt Maria Callasszal, Jackie felváltva élt a Skorpión és New Yorkban, s ideje nagy részét utazással és vásárlással töltötte, ami többszörösen vitákhoz vezetett a pár között. Onasszisz köreiben a „szupertanker” becenevet kapta magas költségei miatt, mivel ez nem került kevesebbe, mint egy hajó vásárlása.
Onasszisz éppen válókeresetet nyújtott be, amikor 1975. március 15-én tüdőgyulladásban elhunyt a párizsi amerikai kórházban, Neuilly-sur-Seine-ben. Abban az időben Jackie New Yorkban tartózkodott gyermekeivel, s örökségből való részesedését a házassági szerződés erősen korlátozta. Végül elfogadta Christina Onassis 27 millió dolláros ajánlatát; cserébe lemondott minden további követeléséről. „Életem legnagyobb hibája volt a Jackie-vel kötött házasság” – mondta Onasszisz nem sokkal halála előtt. Hagyatéka az utókorra: „Aki azt állítja, hogy pénzzel mindent el lehet érni, az csak azt bizonyítja, hogy neki soha nem volt!”
Több milliárdra becsült vagyonának örököse Thierry Roussel, az általa alapított nonprofit Alexander Onassis Alapítvány és Christina Onassis volt, akinek részesedése később unokájára, Athina Onassisra szállt.
Sztavrosz Niarchosszal ellentétben a szabad művészet iránti érdeklődése korlátozott volt, például Maria Callasszal ellátogatott egy hamburgi aukciósházba, vagy üzlethelyiségeket rendezett be. Ennek oka az is, hogy összeveszett Alexander Iolas műkereskedővel, akitől vásárolt néhány művet.

## Öröksége
Onasszisznak összesen több mint 30 vállalata volt, amelyek közül néhány:
- Olympic Maritime AG
- Olympic Airways és Olympic Aviation (mindkettő 1975-ig)
- Olimpiai olajvonalak
- AS Onassis, Ltd.
- Panama Maritime S.A
- South Atlantic Marine, SA

Onassis Port Investment
Az OPI története az 1960-as évek végén és az 1970-es évek elején kezdődött a világ kikötőibe való részesedésekkel és befektetésekkel. A hajótulajdonos örökségétől és birodalmától függetlenül, élete során és beleegyezésével néhány munkatársa megalakította az Onassis Port Investment Commercial Brokerage Co.-t, amely világszerte a kikötői műveletekbe és piacokba fektet be.

## Fogadtatása
Onasszisz élete az 1950-es évek óta kapott széles körű nemzetközi figyelmet; Gelina Harlaftis hajózástörténész szerint „legenda” és „háztartásnév” lett. Csak a New York Timesban több mint 2500 cikk foglalkozott vele; életét viszont alig kutatták tudományosan. Körülötte valóságos „mitológia” alakult ki, amit az is nehezít, hogy megkérdőjelezhető és kutatható legyen, hogy nem volt fellelhető egyetlen céges archívumában összegyűjtött dokumentuma sem, a kutatás pedig olyan külső forrásoktól függ, mint az FBI és az amerikai kongresszus dokumentumai.
Onasszisz továbbra is jelen van a populáris kultúrában, például regények és népszerű életrajzok formájában. Például:

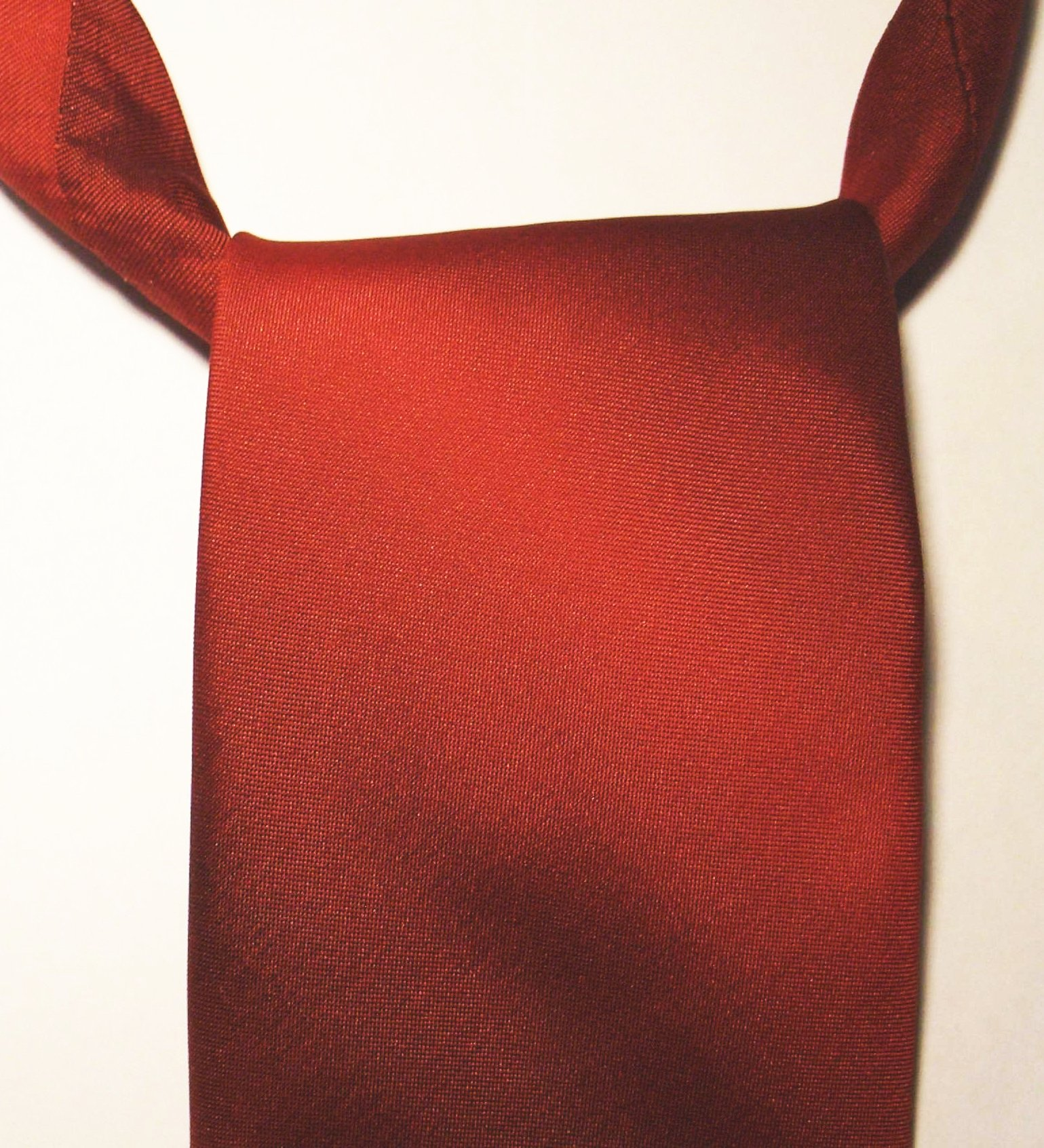
Az Onasszisz-csomó

- Peter Evans: Arisztotelész Onassis ("Ari"). Ullstein, Frankfurt/M., 1989 ISBN 3-548-34608-1 (újszerű életrajz)
- Pierre Rey: A görög . Regény. ("Le grec") Heyne, München, 1982 ISBN 3-453-01149-X (életének fiktív beszámolója)
- A görög iparmágnás, 1978, hollywoodi film – Rendező: J. Lee Thompson, főszereplők: Anthony Quinn és Jacqueline Bisset

Friedrich Dürrenmatt Az öreg hölgy látogatása című tragikus vígjátéka a kétes jótevő, Claire Zachanassian karakterével Onassziszra utal. Nevük Zaharoff, Onassis és Gulbenkian összevonásával keletkezett.
1988-ban Onassis: A világ leggazdagabb embere címmel filmet forgattak életéről, a címszerepben szerepében Raúl Juliával.
Onasszisz olyan nyakkendőt viselt, amely egy saját maga által kiötlött tengerész(?)csomóval volt megkötve, amelyet azóta Onasszisz-csomónak hívnak.

## Fordítás
- Ez a szócikk részben vagy egészben  az   Aristoteles Onassis című német Wikipédia-szócikk ezen változatának fordításán alapul.  Az eredeti cikk szerkesztőit annak laptörténete sorolja fel. Ez a jelzés csupán a megfogalmazás eredetét és a szerzői jogokat jelzi, nem szolgál a cikkben szereplő információk forrásmegjelöléseként.